# 가와모토 아키토
가와모토 아키토(일본어: 河本 明人, 1990년 5월 1일 ~ )는 일본의 축구 선수이다. 현재 난카츠 SC에서 뛰고 있다.

## 구단 경력
그는 2013년부터 2017년까지 J리그의 방포레 고후, 도치기 SC에서 활동하였다.